# 又松大学校

## 歴史
- 1995年3月8日　創立

## 学部
韓国の大学校で「大学」は「学部」に相当する。

### ソルブリッジ国際経営大学
- 2008年. ソルブリッジ国際経営大学新設
- 2009年. ジョージア工科大学と2+2複数学位協約締結
- 2010年 中国北京外国語大学(BFSU)2+2複数学位協約締結
- 2014年 AACSB認証を獲得
- 2014年 大学特性化事業CK-1選定:国際化分野
- 2016年 AACSB革新賞Innovations that Inspire受賞
- 2018年 北京大学 3+1+2 学位協約締結（ウソン大学で3年、北京大学で1年間の学士課程を終えた後再び北京大学で2年の大学院課程を終えたら、北京大学の修士号が授与される。）[1]

2008年ウソン学院法人が設立した韓国初の経営特化大学である。 設立者はウソン学院法人の理事長であるキムソンギョン。アメリカの国際関係学者であるジョン・E・エンディコット（John E. Endicott）がソルブリッジ国際経営大学の総長を務めている。

### その他
- 鉄道大学
- デザイン情報大学
- 外食観光大学
- 保健福祉大学

## 大学院
- （一般）大学院